# Bootsplash

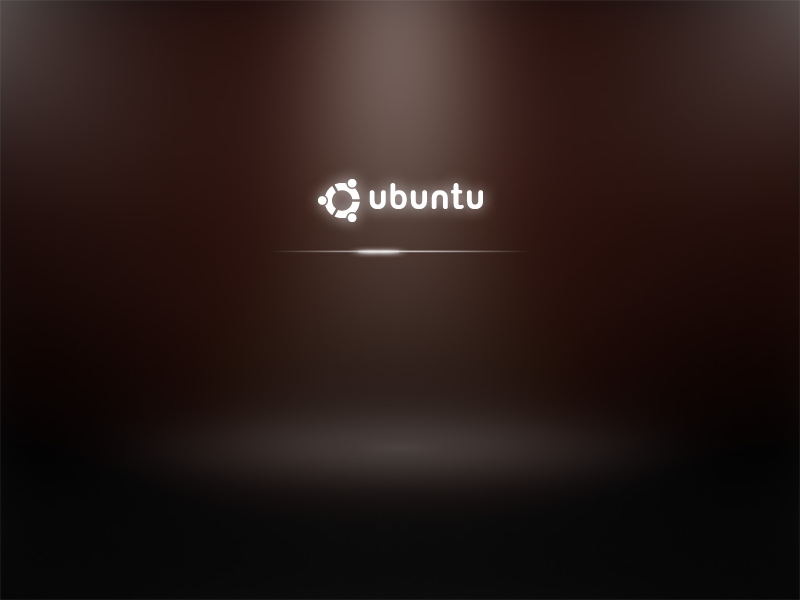
Tela de inicialização do Ubuntu Karmic Koala v9.10

Bootsplash ou bootscreen (em português:  tela de inicialização), é um termo para uma representação gráfica do processo de inicialização do sistema operacional.
Uma tela de boot pode ser uma visualização simples das mensagens de inicialização que são exibidas no console, mas também pode apresentar gráficos ou algumas combinações de ambos.
Diferente das splash screens, a tela de boot não é necessariamente projetada para finalidades de marketing, mas pode ser para realçar a experiência do usuário como atrativo, ou prover o usuário com mensagens (com uma vantagem adicionada de facilidade de codificação de cores) para diagnosticar o estado do sistema.

## Microsoft Windows

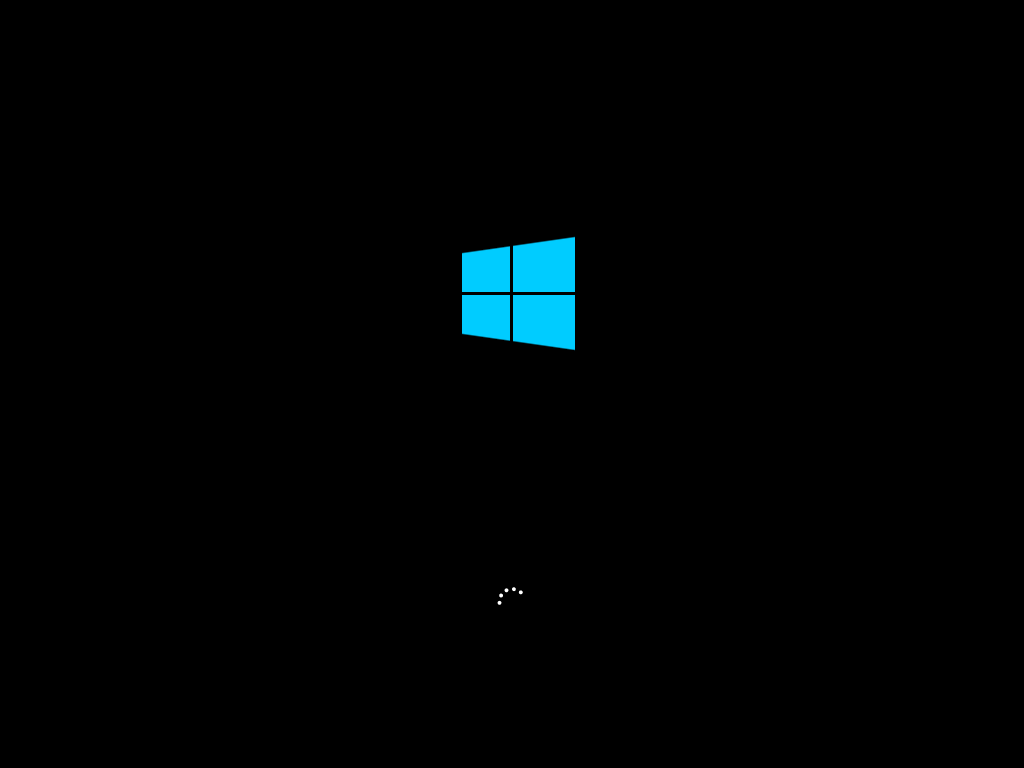
Tela de inicialização do Windows 8

Todas as versões do Microsoft Windows fornecem uma tela de inicialização, a qual é carregada durante o processo de inicialização. Com utilitários extras de terceiros, é possível substituir a tela de inicialização padrão do Windows com imagens, textos e/ou animações personalizados.

### Windows Vista
No Windows Vista, a tela de inicialização padrão é representada por um indicador de progresso verde indeterminado. A tela de inicialização pode ser alterada de forma que ela exiba uma imagem estática de uma aurora com o texto, "Iniciando o Windows Vista", por meio da habilitação da opção "Sem GUI de inicialização" dentro do Utilitário de Configuração do Sistema Windows (msconfig.exe). A Microsoft atualizou a imagem de aurora por meio do ciclo de vida do sistema operacional, começando com o primeiro service pack, onde ela foi alterada para corresponder a imagem mostrada durante a tela de hibernação do sistema operacional.